# Río Riguel
El Riguel es un curso de agua del interior de la península ibérica, afluente del Arba. Discurre por la provincia española de Zaragoza.

## Descripción
El riachuelo, que discurre por la provincia de Zaragoza, tiene su origen en la sierra de Uncastillo. Tras dejar a ambos lados de su curso localidades como  Uncastillo, Layana y Sádaba, termina desembocando en el Arba en un punto entre Ejea de los Caballeros y Tauste. Aparece descrito en el decimotercer volumen del Diccionario geográfico-estadístico-histórico de España y sus posesiones de Ultramar de Pascual Madoz de la siguiente manera:

RIGUEL: riach. de la prov. de Zaragoza, part. jud. de Sos, que nace en la sierra de Uncastillo a la dist. de 2 horas NE. de esta v., en la partida de las Neveras: corre al S. por las partidas de Fuen del Moro, Castifernando, Pasada de Canales, Pasada de Itorre, Sta. Cruz, Esco Batan y Vedado; da agua a un molino harinero, fertiliza grandes trozos de tierra desde Canales hasta la v., y discurriendo por el E. de la misma se reune al S. con el riach. Cárdenas; sigue su curso siempre al S. por la Val de Linás, que fertiliza con sus aguas en las que se crían los famosos linos de Uncastillo, y entrando en la partida de San Jaime, el Sotol, las Viñas y Peñamira cerca de las Torres de Cortera, pasa por las inmediaciones de Layana y entra en el terr. de Sadaba que queda a la der.: cruza por entre Puilampa y Cambron, deja luego a la izq. el cas. del Bayo, que también le da su nombre y corresponde al part. jud. de Ejea de los Caballeros, desaguando en el r. Arba al O. del cas. Canales.
(Madoz, 1849, p. 475)

La calidad del agua disminuye a partir del paso del río por Sádaba. Perteneciente a la cuenca hidrográfica del Ebro, sus aguas terminan vertidas en el mar Mediterráneo.